# 沈兆吉
沈兆吉（1938年—），山东海阳人，中国人民解放军将领、中国人民解放军中将。 
1998年，授予中国人民解放军中将，曾任济南军区副司令员。 